# Czyraa-Baży
Czyraa-Baży (ros. Чыраа-Бажы) – wieś w Rosji, w Tuwie, w kożuunie dzun-chiemczikskim. W 2010 liczyła 1515 mieszkańców.